# Apremont (Haute-Saône)
Apremont település Franciaországban, Haute-Saône megyében. Lakosainak száma 432 fő (2022. január 1.). Apremont Mantoche, Talmay, Champvans, Esmoulins, Essertenne-et-Cecey, Germigney és Le Tremblois községekkel határos.

## Népesség
A település népességének változása:
| Lakosok száma | 463  | 467  | 478  | 460  | 453  | 446  | 439  | 435  | 432  |
|               | 2013 | 2015 | 2016 | 2017 | 2018 | 2019 | 2020 | 2021 | 2022 |